# Mosquito State
Mosquito State (polonès: Komar) és una pel·lícula de thriller psicològic polonesa-estatunidenca del 2020 coescrita, dirigida i produïda per Filip Jan Rymsza. És protagonitzada per Beau Knapp com un "geni de Wall Street que es converteix en l'amfitrió voluntari d'una colònia de mosquits".
Una ressenya a The New York Times la va anomenar "una inquietant fusió d'horror corporal i comentari social... traspassada per moments de bellesa inquietant".
La pel·lícula es va estrenar el 4 de setembre de 2020 a la 77a Mostra Internacional de Cinema de Venècia,on va guanyar el Bisato d'Oro a la millor fotografia.

## Argument
Richard Boca és un analista de Wall Street que ha desenvolupat un algorisme que creu que el farà ric. La seva fascinació gairebé obsessiva pels insectes voladors, i especialment el seu estudi del comportament de les abelles, el va portar a desenvolupar el model d'anàlisi "Honeybee", que es pot utilitzar per predir l'evolució dels mercats financers. Després d'un somni, decideix desenvolupar un nou model analític, basat en eixams de mosquits.
Richard coneix la Lena, una jove atractiva que finança els seus estudis treballant en un bar de vins, i la porta al seu apartament. Viu sol en un àtic amb vistes a Central Park. Els eixams de mosquits han infestat la seva residència, i Richard aviat comença a inflar-se per les seves picades.
Quan torna a la feina, en Richard està cobert de picades d'insectes de cap a peus. Insta els seus col·legues a deixar de negociar si no volen desestabilitzar encara més el mercat, però fan cas de les seves advertències. Richard es retira al seu apartament i comença a donar el seu propi cos per alimentar als mosquits.

## Repartiment
- Beau Knapp com a Richard Boca
- Charlotte Vega com a Lena del Alcázar
- Jack Kesy com a Beau Harris
- Olivier Martinez com Edward Werner
- Audrey Wasilewski com a Sally la secretària

## Producció
Filip Jan Rymsza va dirigir la pel·lícula i va escriure el guió juntament amb Mario Zermeno. Després de Sandcastles i Dustclouds, és el tercer llargmetratge del cineasta i escriptor de contes polonès-estatunidenc.
La producció va començar l'agost de 2018 als escenaris de cinema a Varsòvia, Polònia, i més tard va continuar a la ciutat de Nova York.

## Llançament
El 3 de juny de 2021, es va anunciar que AMC Networks va adquirir els drets de distribució de la pel·lícula i que s'estrenaria el 26 d'agost de 2021 com a exclusiva a Shudder, el seu streaming. plataforma

### Recepció crítica
Mosquito State va rebre crítiques majoritàriament positives dels crítics de cinema. Té una puntuació d'aprovació del 62 % al lloc web de l'agregador de ressenyes Rotten Tomatoes, basada en 26 ressenyes.
Jeannette Catsoulis de The New York Times la va convertir en la seva Selecció de la crítica, anomenant-la "una inquietant fusió d'horror corporal i comentari social. 'Mosquito State' té una qualitat onírica, gairebé atordida, travessada per moments de bellesa inquietant. Admirable per la seva negativa total per congraciar-se, la pel·lícula nodreix una vibració hostil sense disculpes que gradualment cessa durant el deteriorament de Richard".
Phil Hoad de The Guardian va donar a la pel·lícula quatre estrelles de cinc, qualificant-la d' "emocionantment viva... un poema de to tòrrid i original al capitalisme tardà".

## Reconeixements
Mosquito State va tenir una estrena mundial com a Selecció Oficial Fora de Competició a la 77a Mostra Internacional de Cinema de Venècia, on l'Associació Internacional de Crítics de Cinema li va concedir el Bisato d'Oro al millor Cinematografia, citant-la com "Una obra magistral que dóna vida a una realitat kafkiana, fent-nos incapaços d'escapar dels nostres somnis i malsons. Una pel·lícula plena de metàfores i visions que, gràcies a la seva fotografia, dóna emocions estranyes, però decisives i extremes".
També va participar al LIII Festival Internacional de Cinema Fantàstic de Catalunya, on va guanyar el premi als millors efectes especials (Maks Naporowski, Filip Jan Rymsza, Dariush Derakhshani).